# Норсуп
Норсуп — острів через затоку від однойменного села на острові Малакула в провінції Малампа, Вануату.
Він розташований поблизу Лакаторо, столиці провінції Малампа.

## Населення
За даними перепису 2009 року, у ньому проживало 88 осіб.

## Транспорт
Село та околиці обслуговує аеропорт Норсуп, один із трьох аеропортів острова. Інші аеропорти Ламап і Саут-Вест-Бей.